# True Blood (6.ª temporada)
A sexta temporada de True Blood estreou em 2013.

## Episódios
| Temporada # | Total # | Título                 | Dirigido por      | Escrito por     | Estreia              | Audiência em milhões (EUA) |
| --- | ------- | ---------------------- | ----------------- | --------------- | -------------------- | -------------------------- |
| 1 | 61      | "Who Are You, Really?" | Stephen Moyer     | Raelle Tucker   | 16 de junho de 2013  | 4.52                       |
| Com a ressurreição de Bill em sua forma coberta de sangue, Sookie, Eric, Jessica, Jason, Tara, Pam e Nora fogem do quartel-general da Autoridade, ao mesmo tempo em que Sam, Luna e Emma escapam dos guardas. Agora o chefe da matilha, Alcide descobre que o novo trabalho é recheado de problemas, mas também conta com algumas vantagens. Já em Bom Temps, Andy lida com a responsabilidade de cuidar de quatro híbridos humanos/fadas recém-nascidos. Enquanto isso, o governador da Louisiana Truman Burrell abre a temporada de caça aos vampiros. Para completar, Jessica retorna à casa Compton e Jason recebe a carona de um estranho. |         |                        |                   |                 |                      |                            |
| 2 | 62      | "The Sun"              | Daniel Attias     | Angela Robinson | 23 de junho de 2013  | 4.08                       |
| Um distante parente se revela para Jason e Sookie. Enquanto isso, Tara é atingida por uma nova arma do governo, o que faz com que Eric tome a frente dos problemas em um esforço para acabar com as iniciativas antivampiros de Burrell. No caminho ao trabalho, Sookie se vê atraída por um lindo estranho que compartilha as mesmas habilidades de fada que ela. Já Sam precisa lidar com Nicole, uma pessoa que defende os direitos dos seres sobrenaturais, ao mesmo tempo em que é confrontado por Alcide e Martha a respeito do futuro de Emma. Para completar, Bill descobre o alcance dos seus novos poderes recém-adquiridos.          |         |                        |                   |                 |                      |                            |
| 3 | 63      | "You're No Good"       | Howard Deutch     | Mark Hudis      | 30 de junho de 2013  | 3.94                       |
| Irado com as agressões constantes de Burrell com relação aos vampiros, Eric decide resolver a situação. Após testar perigosamente os limites de seu poder, Bill recruta um especialista inovador em matéria de TruBlood para sintetizar um novo tipo de sangue —porém tem dificuldades em encontrar o doador certo. Mais tarde, Sookie começa a descobrir o motivo de Warlow estar em seu encalço. Já Sam recebe uma ajuda inesperada de Nicole e de seus amigos da Sociedade dos Vampiros Unidos (V.U.S.). Para completar, Steve Newlin vê seus ideais do passado serem transformados em um pesadelo.                                          |         |                        |                   |                 |                      |                            |
| 4 | 64      | "At Last"              | Anthony Hemingway | Alexander Woo   | 7 de julho de 2013   | 4.14                       |
| Sookie tenta lidar com sua atração cada vez maior pelo misterioso Ben. Enquanto isso, Eric contra-ataca a brutal iniciativa antivampiros de Burrell focando sua atenção no lugar que mais afeta o inimigo. Ao mesmo tempo, as filhas fadas de Andy crescem rápido demais e acabam encontrando companhias perigosas. Já Sam e Nicole se conectam, e Bill dá como tarefa a Takahashi sintetizar um novo tipo de sangue. |         |                        |                   |                 |                      |                            |
| 5 | 65      | "Fuck the Pain Away"   | Michael Ruscio    | Angela Robinson | 14 de julho de 2013  | 4.54                       |
| Disposta a finalmente descobrir a verdade sobre seu passado, Sookie pede a Lafayette para convocar seus pais, ao mesmo tempo em que Warlow revive os eventos que o levaram de volta a Lilith após centenas de anos. Enquanto isso, Eric e Tara tentam resgatar Pam. |         |                        |                   |                 |                      |                            |
| 6 | 66      | "Don't You Feel Me"    | Howard Deutch     | Daniel Kenneth  | 21 de julho de 2013  | 4.47                       |
| Sookie escapa para um país de fadas, onde Bill não pode influenciá-la. Enquanto isso, Bill decide pedir o conselho de Lilith, ao mesmo tempo em que Eric, Pam, Nora, Jason e Jessica ficam em perigo. |         |                        |                   |                 |                      |                            |
| 7 | 67      | "In the Evening"       | Scott Winant      | Kate Barnow     | 28 de julho de 2013  | 4.36                       |
| Eric jura lealdade a Bill como um último recurso para salvar Nora. Enquanto isso, uma tragédia perto de casa força Sam a ignorar os conselhos de Alcide e retornar a Bon Temps. Para completar, Jessica demonstra sua gratidão a James, o prisioneiro. |         |                        |                   |                 |                      |                            |
| 8 | 68      | "Dead Meat"            | Michael Lehmann   | Robin Veith     | 4 de agosto de 2013  | 4.17                       |
| Jason conhece a Violet no acampamento, enquanto Sarah fica desesperara em manter o fornecimento de Tru Blood. Já Sookie pensa em quebrar o acordo entre Warlow e Bill. Para completar, o futuro de Sam e Nicole depende de uma decisão de Alcide. |         |                        |                   |                 |                      |                            |
| 9 | 69      | "Life Matters"         | Romeo Tirone      | Brian Buckner   | 11 de agosto de 2013 | 4.00                       |
| Um desesperado Bill tenta tirar Warlow do mundo das fadas, porém Sookie não aceita a situação. Enquanto isso, Eric chega ao campo de concentração vampiro com o objetivo de machucar humanos. Já em Bon Temps, amigos e familiares relembram um vizinho que se foi. Para completar, Bill sente a influência de Lilith. |         |                        |                   |                 |                      |                            |
| 10 | 70      | "Radioactive"          | Scott Winant      | Kate Barnow     | 18 de agosto de 2013 | 4.14                       |
| Jason sente, em primeira mão, uma atração vampiresca. Enquanto isso, Bill percebe que a salvação não vem de graça. Para completar, Sookie considera seu futuro com Warlow ao mesmo tempo em que uma nova crise ameaça tanto os vampiros quanto os humanos. |         |                        |                   |                 |                      |                            |